# Dan Harrigan
Daniel „Dan“ Lee Harrigan (* 29. Oktober 1955 in South Bend, Indiana) ist ein ehemaliger Schwimmer aus den Vereinigten Staaten. Er gewann 1976 eine Bronzemedaille bei den Olympischen Spielen in Montreal.

## Karriere
Der 1,82 m große Dan Harrigan schwamm für die Michiana Marlins und studierte an der North Carolina State University.
Bei den Panamerikanischen Spielen 1975 in Mexiko-Stadt siegte Dan Harrigan über 200 Meter Rücken vor dem Kanadier Mike Scarth und seinem Landsmann Bob Jackson. Harrigan zog sich in Mexiko eine Hepatitis zu und konnte danach einige Monate kaum trainieren. Trotzdem gelang ihm 1976 die Qualifikation für das Olympiateam.
Bei den olympischen Schwimmwettbewerben 1976 gab es über 200 Meter Rücken einen Dreifachsieg für die Schwimmer aus den Vereinigten Staaten. John Naber siegte vor Peter Rocca und Dan Harrigan.